# Comuna Stubičke Toplice, Krapina-Zagorje
Stubičke Toplice este o comună în cantonul Krapina-Zagorje, Croația, având o populație de 2.805 locuitori (2011).

## Demografie
Conform recensământului din 2011, comuna Stubičke Toplice avea 2.805 locuitori. Din punct de vedere etnic, majoritatea locuitorilor (98,11%) erau croați. Apartenența etnică nu este cunoscută în cazul a 0,21% din locuitori. Din punct de vedere confesional, majoritatea locuitorilor (93,94%) erau catolici, cu o minoritate de persoane fără religie și atei (2,46%). Pentru 1,96% din locuitori nu este cunoscută apartenența confesională.